# ナウワーフ・アル＝アービド
ナウワーフ・アル＝アービド（アラビア語: نواف العابد、Nawaf Al AbidまたはNawaf Al Abed、1990年1月26日 - ）は、サウジアラビア・リヤード州リヤド出身のサッカー選手。サウジ・プロフェッショナルリーグ・アル・シャバブ・リヤド所属。サッカーサウジアラビア代表。ポジションはミッドフィールダー。
日本語ではナワフ・アル・アビドあるいはナワフ・アル・アベドなどと表記されることがある。

## 来歴

### クラブ
2020年10月25日、アル・アベドはアル・シャバブと3年契約を結びました。 2023年4月18日、アル・アベドはアル・シャバブから契約を解除されました。
2024年2月11日、アル・アベドはサウジ・ファーストディビジョンリーグのアル・カディシアと6か月の契約を結びました。 2024年7月22日、アル・アベドはプロリーグのアル・リヤドに加入しました。

### 代表
A代表初出場は2010年5月29日の国際親善試合・対スペイン戦。アジアカップ2011出場。ガルフカップ2014では最優秀選手に選ばれた。同大会では2ゴール、1アシストを記録している。

## 代表歴

### 出場大会
- サウジアラビア代表
  - 2022 FIFAワールドカップ

### 試合数
- 国際Aマッチ 57試合 8得点（2010年-2022年）[12]

| サウジアラビア代表 | 国際Aマッチ | 国際Aマッチ |
| 年                 | 出場        | 得点        |
| ------------------ | ----------- | ----------- |
| 2010               | 2           | 0           |
| 2011               | 9           | 0           |
| 2012               | 1           | 0           |
| 2013               | 2           | 0           |
| 2014               | 9           | 2           |
| 2015               | 8           | 1           |
| 2016               | 6           | 4           |
| 2017               | 6           | 1           |
| 2018               | 1           | 0           |
| 2019               | 4           | 0           |
| 2020               | 0           | 0           |
| 2021               | 0           | 0           |
| 2022               | 9           | 0           |
| 通算               | 57          | 8           |

## タイトル

### クラブ
アル・ヒラル
- サウジ・プロフェッショナルリーグ：5回 (2007–08, 2009–10, 2010–11, 2016-2017, 2017-2018, 2019-2020)
- キングスカップ：2回　(2015, 2017)
- クラウンプリンスカップ：6回 (2008–09, 2009–10, 2010–11, 2011–12, 2012–13, 2015-2016)
- サウジ・スーパーカップ：2回　(2015, 2018)
- AFCチャンピオンズリーグ：1回　(2019)

### 個人
ガルフカップ最優秀選手：1回 (2014)